# Caridina zhejiangensis
Caridina zhejiangensis е вид десетоного от семейство Atyidae.

## Разпространение и местообитание
Видът е разпространен в Китай (Анхуей и Джъдзян).
Обитава сладководни басейни и потоци.